# 17062 Bardot
17062 Bardot (1999 GR8) là một tiểu hành tinh vành đai chính được phát hiện ngày 10 tháng 4 năm 1999 bởi LONEOS ở Trạm Anderson Mesa.